# Péricles Chamusca
Péricles Chamusca (nacido el 29 de septiembre de 1965) es un exfutbolista brasileño y entrenador. Actualmente dirige al Al-Taawoun de la Liga Profesional Saudí.
Dirigió en equipos como el Vitória, Santo André, São Caetano, Goiás, Botafogo, Oita Trinita, Sport Recife, Portuguesa y Coritiba. En su carrera como entrenador ha conseguido importantes éxitos en los equipos que ha dirigido, donde principalmente sobresale la Copa de Brasil 2004 con Santo André y Copa J. League 2008 con Oita Trinita.

## Clubes

### Como entrenador
| País                              | Club                 | Año           |
| --------------------------------- | -------------------- | ------------- |
| Bandera de Brasil                 | Vitória              | 1994-1995     |
| Bandera de Brasil                 | Santa Cruz           | 1996          |
| Bandera de Brasil                 | Mirassol             | 1997          |
| Bandera de Brasil                 | Rio Branco           | 1997          |
| Bandera de Brasil                 | América de Natal     | 1997          |
| Bandera de Brasil                 | Porto                | 1998          |
| Bandera de Brasil                 | CSA                  | 1998          |
| Bandera de Brasil                 | Corinthians Alagoano | 2001          |
| Bandera de Brasil                 | Vitória              | 2001          |
| Bandera de Brasil                 | Confiança            | 2002          |
| Bandera de Brasil                 | Brasiliense          | 2002          |
| Bandera de Brasil                 | Caxias               | 2002          |
| Bandera de Brasil                 | Santa Cruz           | 2002-2004     |
| Bandera de Brasil                 | Santo André          | 2004          |
| Bandera de Brasil                 | São Caetano          | 2004          |
| Bandera de Brasil                 | Goiás                | 2005          |
| Bandera de Brasil                 | Botafogo             | 2005          |
| Bandera de Japón                  | Oita Trinita         | 2005-2009     |
| Bandera de Brasil                 | Sport Recife         | 2009          |
| Bandera de Brasil                 | Avaí                 | 2010          |
| Bandera de Catar                  | Al-Arabi             | 2010-2011     |
| Bandera de Catar                  | El-Jaish             | 2011-2012     |
| Bandera de Brasil                 | Portuguesa           | 2013          |
| Bandera de Brasil                 | Coritiba             | 2013          |
| Bandera de Japón                  | Júbilo Iwata         | 2014          |
| Bandera de Catar                  | Al-Gharafa           | 2015-2016     |
| Bandera de Emiratos Árabes Unidos | Al-Shaab             | 2016 - 2017   |
| Bandera de Arabia Saudita         | Al-Faisaly           | 2018          |
| Bandera de Arabia Saudita         | Al-Hilal             | 2019          |
| Bandera de Arabia Saudita         | Al-Faisaly           | 2019-2021     |
| Bandera de Arabia Saudita         | Al-Shabab            | 2021-2022     |
| Bandera de Arabia Saudita         | Al-Taawoun           | 2022-2024     |
| Bandera de Arabia Saudita         | Neom                 | 2024-2025     |
| Bandera de Arabia Saudita         | Al-Taawoun           | 2025-presente |

## Palmarés

### Como entrenador
| Título                 | Club         | País   | Año  |
| ---------------------- | ------------ | ------ | ---- |
| Campeonato Baiano      | Vitória      | Brasil | 1995 |
| Campeonato Alagoano    | CSA          | Brasil | 1999 |
| Copa de Brasil         | Santo André  | Brasil | 2004 |
| Copa J. League         | Oita Trinita | Japón  | 2008 |
| Campeonato Catarinense | Avaí         | Brasil | 2010 |
| Copa del Jeque Jassem  | Al-Arabi     | Catar  | 2011 |